# پتر بلزویک
پتر بلزویک (انگلیسی: Petter Belsvik؛ زادهٔ ۲ اکتبر ۱۹۶۷) بازیکن فوتبال اهل نروژ است.
از باشگاه‌هایی که در آن بازی کرده‌است می‌توان به باشگاه فوتبال روزنبورگ، باشگاه فوتبال مولده، باشگاه فوتبال لیلستروم، باشگاه فوتبال آستریا وین، باشگاه فوتبال وولرنگا، و باشگاه فوتبال ساوتند یونایتد اشاره کرد.